# Lyn Murray
Pour les articles homonymes, voir Murray.
Lyn Murray, de son vrai nom Lionel Breeze, est un compositeur britannique né le 6 décembre 1909 à Londres (Royaume-Uni), décédé le 20 mai 1989 à Los Angeles.

## Filmographie
- 1947 : High Conquest (en) d'Irving Allen
- 1951 : Le Rôdeur (The Prowler)
- 1951 : La Grande Nuit (The Big Night)
- 1952 : Le Fils de visage pâle (Son of Paleface)
- 1953 : General Electric Theater (série télévisée)
- 1953 : The Girls of Pleasure Island
- 1953 : Il y aura toujours des femmes (Here Come the Girls)
- 1954 : La Grande Nuit de Casanova (Casanova's Big Night)
- 1955 : Les Ponts du Toko-Ri (The Bridges at Toko-Ri)
- 1955 : La Main au collet (To Catch a Thief)
- 1955 : Gunsmoke ("Gunsmoke") (série télévisée)
- 1955 : Alfred Hitchcock présente (Alfred Hitchcock Presents) (série télévisée)
- 1956 : On the Threshold of Space
- 1956 : D-Day the Sixth of June
- 1956 : The Gerald McBoing-Boing Show (série télévisée)
- 1957 : Magoo's Masquerade
- 1960 : Aftermath (TV)
- 1960 : Les Rôdeurs de la plaine (Flaming Star)
- 1962 : Le Virginien ("The Virginian") (série télévisée)
- 1962 : L'École des jeunes mariés (Period of Adjustment)
- 1963 : Les Filles de l'air (Come Fly with Me) de Henry Levin
- 1963 : Le Divan de l'infidélité (Wives and Lovers)
- 1963 : Mr. Novak (série télévisée)
- 1964 : Daniel Boone ("Daniel Boone") (série télévisée)
- 1964 : L'Île aux naufragés ("Gilligan's Island") (série télévisée)
- 1964 : Signpost to Murder
- 1965 : Promise Her Anything
- 1966 : The Undersea World of Jacques Cousteau (série télévisée)
- 1966 : Au cœur du temps ("The Time Tunnel") (série télévisée)
- 1967 : Mannix ("Mannix") (série télévisée)
- 1967 : Rosie!
- 1968 : Now You See It, Now You Don't (TV)
- 1968 : Escape to Mindanao (TV)
- 1968 : The Smugglers (TV)
- 1969 : Strategy of Terror
- 1969 : Dragnet 1966 (TV)
- 1969 : Angel in My Pocket (en)
- 1969 : The Bold Ones: The New Doctors (série télévisée)
- 1970 : Cockeyed Cowboys of Calico County (en)
- 1971 : Love Hate Love (TV)
- 1972 : Magic Carpet (TV)
- 1973 : The Gondola (TV)
- 1973 : Steambath (TV)
- 1973 : Incident at Vichy (TV)
- 1974 : Double Solitaire (TV)
- 1976 : The Ashes of Mrs. Reasoner (TV)
- 1976 : The Last of Mrs. Lincoln (TV)
- 1977 : Don't Push, I'll Charge When I'm Ready (TV)